# Administration territoriale de l'Outaouais
Le palier supra-local de l'administration territoriale de l'Outaouais regroupe 4 municipalités régionales de comté et le territoire équivalent de Gatineau dans la Conférence des Préfets de l’Outaouais (CPO). Le maire de Thurso, Benoît Lauzon, a été porté à la présidence.
Le palier local est constitué de 67 municipalités locales, 6 territoires non organisés et 2 réserves indiennes pour un total de 75 entités territoriales.

## Palier supra-local
| Nom                         | Chef-lieu      | Population 2021 | Superficie terrestre km2 | Densité hab./km2 |
| --------------------------- | -------------- | --------------- | ------------------------ | ---------------- |
| Gatineau*                   |                | 291 041         | 342,32                   | 850,2            |
| La Vallée-de-la-Gatineau    | Gracefield     | 20 547          | 13 931,5                 | 1,47             |
| Les Collines-de-l'Outaouais | Chelsea        | 54 498          | 2 199,3                  | 24,78            |
| Papineau                    | Papineauville  | 24 308          | 3 205,9                  | 7,58             |
| Pontiac                     | Campbell's Bay | 14 764          | 14 105,7                 | 1,05             |
| Région                      | Région         | 405 158         | 34 082                   | 11,89            |

## Palier local

### Municipalités locales
| Nom                           | Statut                  | Superficie km2 | Population 2021 | MRC                         | Code géographique |
| ----------------------------- | ----------------------- | -------------- | --------------- | --------------------------- | ----------------- |
| Alleyn-et-Cawood              | Municipalité            | 325,3          | 229             | Pontiac                     | 2484050           |
| Aumond                        | municipalité de canton  | 226,9          | 754             | La Vallée-de-la-Gatineau    | 2483090           |
| Blue Sea                      | Municipalité            | 87,7           | 696             | La Vallée-de-la-Gatineau    | 2483045           |
| Boileau                       | Municipalité            | 141,3          | 405             | Papineau                    | 2480115           |
| Bois-Franc                    | Municipalité            | 74,2           | 411             | La Vallée-de-la-Gatineau    | 2483085           |
| Bouchette                     | Municipalité            | 143,3          | 695             | La Vallée-de-la-Gatineau    | 2483050           |
| Bowman                        | Municipalité            | 164,4          | 667             | Papineau                    | 2480145           |
| Bristol                       | Municipalité            | 235            | 1 120           | Pontiac                     | 2484005           |
| Bryson                        | Municipalité            | 3,7            | 646             | Pontiac                     | 2484025           |
| Campbell's Bay                | Municipalité            | 3,5            | 705             | Pontiac                     | 2484030           |
| Cantley                       | Municipalité            | 134,1          | 11 449          | Les Collines-de-l'Outaouais | 2482020           |
| Cayamant                      | Municipalité            | 412,7          | 895             | La Vallée-de-la-Gatineau    | 2483040           |
| Chelsea                       | Municipalité            | 121,1          | 8 000           | Les Collines-de-l'Outaouais | 2482025           |
| Chénéville                    | Municipalité            | 66,8           | 848             | Papineau                    | 2480103           |
| Chichester                    | municipalité de canton  | 235,4          | 350             | Pontiac                     | 2484090           |
| Clarendon                     | Municipalité            | 348,4          | 1 392           | Pontiac                     | 2484015           |
| Déléage                       | Municipalité            | 265,7          | 1 916           | La Vallée-de-la-Gatineau    | 2483070           |
| Denholm                       | Municipalité            | 199,5          | 546             | La Vallée-de-la-Gatineau    | 2483005           |
| Duhamel                       | Municipalité            | 481,9          | 487             | Papineau                    | 2480135           |
| Egan-Sud                      | Municipalité            | 50,9           | 508             | La Vallée-de-la-Gatineau    | 2483075           |
| Fassett                       | Municipalité            | 15,5           | 453             | Papineau                    | 2480005           |
| Fort-Coulonge                 | municipalité de village | 3,2            | 1 312           | Pontiac                     | 2484060           |
| Gatineau                      | Ville                   | 342,32         | 291 041         | *                           | 2481017           |
| Gracefield                    | Ville                   | 455,4          | 2 376           | La Vallée-de-la-Gatineau    | 2483032           |
| Grand-Remous                  | Municipalité            | 506,3          | 1 159           | La Vallée-de-la-Gatineau    | 2483095           |
| Kazabazua                     | Municipalité            | 182            | 1 037           | La Vallée-de-la-Gatineau    | 2483015           |
| L'Ange-Gardien                | Municipalité            | 218,25         | 6 102           | Les Collines-de-l'Outaouais | 2482005           |
| L'Île-du-Grand-Calumet        | Municipalité            | 147,4          | 648             | Pontiac                     | 2484035           |
| L'Isle-aux-Allumettes         | Municipalité            | 120            | 1 382           | Pontiac                     | 2484082           |
| Lac-des-Plages                | Municipalité            | 168,2          | 475             | Papineau                    | 2480130           |
| Lac-Sainte-Marie              | Municipalité            | 240,4          | 677             | La Vallée-de-la-Gatineau    | 2483020           |
| Lac-Simon                     | Municipalité            | 121,9          | 1 057           | Papineau                    | 2480095           |
| La Pêche                      | Municipalité            | 616,5          | 8 636           | Les Collines-de-l'Outaouais | 2482035           |
| Litchfield                    | Municipalité            | 214,1          | 500             | Pontiac                     | 2484040           |
| Lochaber                      | municipalité de canton  | 70             | 446             | Papineau                    | 2480055           |
| Lochaber-Partie-Ouest         | municipalité de canton  | 66             | 926             | Papineau                    | 2480060           |
| Low                           | municipalité de canton  | 277,6          | 1 020           | La Vallée-de-la-Gatineau    | 2483010           |
| Maniwaki                      | Ville                   | 8,8            | 3 757           | La Vallée-de-la-Gatineau    | 2483065           |
| Mansfield-et-Pontefract       | Municipalité            | 525,1          | 2 250           | Pontiac                     | 2484065           |
| Mayo                          | Municipalité            | 77,5           | 704             | Papineau                    | 2480065           |
| Messines                      | Municipalité            | 130,7          | 1 655           | La Vallée-de-la-Gatineau    | 2483060           |
| Montcerf-Lytton               | Municipalité            | 379,8          | 653             | La Vallée-de-la-Gatineau    | 2483088           |
| Montebello                    | Municipalité            | 10,5           | 934             | Papineau                    | 2480010           |
| Montpellier                   | Municipalité            | 266            | 1 112           | Papineau                    | 2480090           |
| Mulgrave-et-Derry             | Municipalité            | 319            | 461             | Papineau                    | 2480085           |
| Namur                         | Municipalité            | 58,1           | 633             | Papineau                    | 2480110           |
| Notre-Dame-de-Bonsecours      | Municipalité            | 281,3          | 285             | Papineau                    | 2480015           |
| Notre-Dame-de-la-Paix         | Municipalité            | 107,5          | 675             | Papineau                    | 2480020           |
| Notre-Dame-de-la-Salette      | Municipalité            | 117,87         | 841             | Les Collines-de-l'Outaouais | 2482010           |
| Otter Lake                    | Municipalité            | 493,59         | 1 041           | Pontiac                     | 2484055           |
| Papineauville                 | Municipalité            | 64,9           | 2 153           | Papineau                    | 2480037           |
| Plaisance                     | Municipalité            | 50,2           | 1 129           | Papineau                    | 2480045           |
| Pontiac                       | Municipalité            | 504,6          | 6 142           | Les Collines-de-l'Outaouais | 2482030           |
| Portage-du-Fort               | municipalité de village | 4,2            | 232             | Pontiac                     | 2484020           |
| Rapides-des-Joachims          | Municipalité            | 257,1          | 141             | Pontiac                     | 2484100           |
| Ripon                         | Municipalité            | 136,1          | 1 735           | Papineau                    | 2480078           |
| Saint-André-Avellin           | Municipalité            | 139            | 3 562           | Papineau                    | 2480027           |
| Saint-Émile-de-Suffolk        | Municipalité            | 59,2           | 512             | Papineau                    | 2480125           |
| Sainte-Thérèse-de-la-Gatineau | Municipalité            | 79,4           | 588             | La Vallée-de-la-Gatineau    | 2483055           |
| Saint-Sixte                   | Municipalité            | 87,6           | 490             | Papineau                    | 2480070           |
| Shawville                     | Municipalité            | 5,4            | 1 668           | Pontiac                     | 2484010           |
| Sheenboro                     | Municipalité            | 634            | 149             | Pontiac                     | 2484095           |
| Thorne                        | Municipalité            | 181,8          | 528             | Pontiac                     | 2484045           |
| Thurso                        | Ville                   | 7,4            | 3 084           | Papineau                    | 2480050           |
| Val-des-Bois                  | Municipalité            | 245,6          | 920             | Papineau                    | 2480140           |
| Val-des-Monts                 | Municipalité            | 441,84         | 13 328          | Les Collines-de-l'Outaouais | 2482015           |
| Waltham                       | Municipalité            | 401,8          | 387             | Pontiac                     | 2484070           |
| Total                         |                         | 13 562,77      | 381 521         |                             |                   |

### Territoires non organisés
| Nom               | Superficie km2 | Population 2021 | MRC                      | Code géographique |
| ----------------- | -------------- | --------------- | ------------------------ | ----------------- |
| Cascades-Malignes | 545,9          | 0               | La Vallée-de-la-Gatineau | 2483904           |
| Dépôt-Échouani    | 334,5          | 0               | La Vallée-de-la-Gatineau | 2483912           |
| Lac-Lenôtre       | 2 124,8        | 0               | La Vallée-de-la-Gatineau | 2483906           |
| Lac-Moselle       | 1 270,3        | 0               | La Vallée-de-la-Gatineau | 2483908           |
| Lac-Nilgaut       | 9 070,65       | 5               | Pontiac                  | 2484902           |
| Lac-Pythonga      | 5 934,7        | 0               | La Vallée-de-la-Gatineau | 2483902           |
| Total             | 19 280,85      | 5               |                          |                   |

### Réserves indiennes
- Conseil tribal de la Nation algonquine Anishinabeg
- Secrétariat des programmes et des services de la Nation algonquine

| Nom          | Superficie km2 | Population 2021 | Population 2021          | Code géographique |
| ------------ | -------------- | --------------- | ------------------------ | ----------------- |
| Kitigan Zibi | 183,9          | 1 204           | La Vallée-de-la-Gatineau | 2483802           |
| Lac-Rapide   | 0,28           |                 | La Vallée-de-la-Gatineau | 2483804           |